# Farmers House
Farmers House ist eine Aktiengesellschaft in Lusaka.
Das Unternehmen wurde am 18. Mai 1981 gegründet, in dem Teile der Farmers Cooperative Society of Zambia Limited ihr zugrunde gelegt wurden. Farmers House ist eine Gesellschaft, die Vermögen investiert, entwickelt und verwaltet. Sie wurde 1996 erstmals inoffiziell gelistet und gab im Jahr 2000 erstmals Aktien aus. Die werden an der Börse Lusaka Stock Exchange gehandelt.
Farmers House wird durch die Pensionsfonds von Saturina Regna, Barclays, Stanbic, Chilanga Cement, Standard Charterted und CEC kontrolliert. Seit Oktober 2006 hat sie 42.745.912 Aktien mit dem Nennwert von einem Sambischen Kwacha im Umlauf und einem Kurswert von 1.350 SK. Der Börsenwert entspricht damit in etwa 15 Mio. US$. Der Umsatz entspricht den ausgewiesenen Kapitalerträgen.